# رونالد جونز
رونالد جونز (بالإنجليزية: Ronald W. Jones) (و. 1931 – م) هو عالم اقتصاد، من الولايات المتحدة الأمريكية، هو عضوٌ في الأكاديمية الوطنية للعلوم.

## التعليم
تعلم في معهد ماساتشوست للتكنولوجيا، وكلية سوارثمور.

## مناصب وهيئات
أدار جامعة روتشستر.